# Grand Prix cycliste de Québec 2023
Le Grand Prix cycliste de Québec 2023 est la 12e édition de cette course cycliste masculine sur route. La course a lieu le 8 septembre 2023 autour de la ville de Québec, au Canada, et fait partie du calendrier UCI World Tour 2023 en catégorie 1.UWT. Il se court deux jours avant le Grand Prix cycliste de Montréal.

## Présentation

### Parcours
Le parcours est un circuit vallonné de 12,6 kilomètres à parcourir à seize reprises soit une distance totale de 201,6 kilomètres. Ce circuit présente quatre montées toutes situées dans le dernier quart du parcours : la côte de la Montagne (375 m avec une pente moyenne de 10 %) , la côte de la Potasse/des Glacis (420 m avec une pente moyenne de 9 %), la montée de la Fabrique/des Jardins (190 m avec une pente moyenne de 7 %) et la montée finale vers la Grande Allée et le Parc de la Francophonie (1 000 m avec une pente moyenne de 4 %) où se juge l'arrivée.

### Équipes
Le Grand Prix cycliste de Québec faisant partie du calendrier de l'UCI World Tour, les dix-huit UCI WorldTeams y participent. Deux équipes continentales professionnelles et une sélection nationale ont reçu une invitation.
| WorldTeams (18)- AG2R Citroën Team - Alpecin-Deceuninck - Astana Qazaqstan Team - Bahrain Victorious - Bora-Hansgrohe - Cofidis - EF Education-EasyPost - Groupama-FDJ - Ineos Grenadiers - Intermarché-Circus-Wanty - Jumbo-Visma - Movistar Team - Soudal Quick-Step - Arkéa-Samsic - Team DSM-Firmenich - Team Jayco AlUla - Lidl-Trek - UAE Team Emirates ProTeams (4)- Israel-Premier Tech - Lotto Dstny - Team Novo Nordisk - Tudor Pro Cycling Team Équipe nationale- Canada |
| |

## Classements

### Classement de la course
| \| Classement général \| Classement général \| Classement général \| Classement général \| Classement général \| \| Coureur \| Coureur \| Pays \| Équipe \| Temps \| \| ------------------ \| ------------------- \| ------------------ \| ------------------------ \| ------------------ \| \| 1er \| Arnaud De Lie \| Belgique \| Lotto Dstny \| 4 h 47 min 36 s \| \| 2e \| Corbin Strong \| Nouvelle-Zélande \| Israel-Premier Tech \| + 0 s \| \| 3e \| Michael Matthews \| Australie \| Team Jayco AlUla \| + 0 s \| \| 4e \| Alex Aranburu \| Espagne \| Movistar Team \| + 0 s \| \| 5e \| Matej Mohorič \| Slovénie \| Bahrain Victorious \| + 0 s \| \| 6e \| Christophe Laporte \| France \| Jumbo-Visma \| + 0 s \| \| 7e \| Alexander Kamp \| Danemark \| Tudor Pro Cycling Team \| + 0 s \| \| 8e \| Marc Hirschi \| Suisse \| UAE Team Emirates \| + 0 s \| \| 9e \| Julian Alaphilippe \| France \| Soudal Quick-Step \| + 0 s \| \| 10e \| Mattias Skjelmose \| Danemark \| Lidl-Trek \| + 0 s \| \| 11e \| Axel Zingle \| France \| Cofidis \| + 0 s \| \| 12e \| Victor Lafay \| France \| Cofidis \| + 0 s \| \| 13e \| Quinten Hermans \| Belgique \| Alpecin-Deceuninck \| + 0 s \| \| 14e \| Mike Teunissen \| Pays-Bas \| Intermarché-Circus-Wanty \| + 0 s \| \| 15e \| Kristian Sbaragli \| Italie \| Alpecin-Deceuninck \| + 0 s \| \| 16e \| Matîs Louvel \| France \| Arkéa-Samsic \| + 0 s \| \| 17e \| Adam Yates \| Royaume-Uni \| UAE Team Emirates \| + 0 s \| \| 18e \| Diego Ulissi \| Italie \| UAE Team Emirates \| + 0 s \| \| 19e \| Clément Champoussin \| France \| Arkéa-Samsic \| + 0 s \| \| 20e \| Neilson Powless \| États-Unis \| EF Education-EasyPost \| + 0 s \| |                     |                  |                          |                 |
| |                     |                  |                          |                 |
| Source : ProCyclingStats |                     |                  |                          |                 |
| Classement général |                     |                  |                          |                 |
| Coureur | Coureur             | Pays             | Équipe                   | Temps           |
| 1er | Arnaud De Lie       | Belgique         | Lotto Dstny              | 4 h 47 min 36 s |
| 2e | Corbin Strong       | Nouvelle-Zélande | Israel-Premier Tech      | + 0 s           |
| 3e | Michael Matthews    | Australie        | Team Jayco AlUla         | + 0 s           |
| 4e | Alex Aranburu       | Espagne          | Movistar Team            | + 0 s           |
| 5e | Matej Mohorič       | Slovénie         | Bahrain Victorious       | + 0 s           |
| 6e | Christophe Laporte  | France           | Jumbo-Visma              | + 0 s           |
| 7e | Alexander Kamp      | Danemark         | Tudor Pro Cycling Team   | + 0 s           |
| 8e | Marc Hirschi        | Suisse           | UAE Team Emirates        | + 0 s           |
| 9e | Julian Alaphilippe  | France           | Soudal Quick-Step        | + 0 s           |
| 10e | Mattias Skjelmose   | Danemark         | Lidl-Trek                | + 0 s           |
| 11e | Axel Zingle         | France           | Cofidis                  | + 0 s           |
| 12e | Victor Lafay        | France           | Cofidis                  | + 0 s           |
| 13e | Quinten Hermans     | Belgique         | Alpecin-Deceuninck       | + 0 s           |
| 14e | Mike Teunissen      | Pays-Bas         | Intermarché-Circus-Wanty | + 0 s           |
| 15e | Kristian Sbaragli   | Italie           | Alpecin-Deceuninck       | + 0 s           |
| 16e | Matîs Louvel        | France           | Arkéa-Samsic             | + 0 s           |
| 17e | Adam Yates          | Royaume-Uni      | UAE Team Emirates        | + 0 s           |
| 18e | Diego Ulissi        | Italie           | UAE Team Emirates        | + 0 s           |
| 19e | Clément Champoussin | France           | Arkéa-Samsic             | + 0 s           |
| 20e | Neilson Powless     | États-Unis       | EF Education-EasyPost    | + 0 s           |

- Meilleur grimpeur:  Neilson Powless
- Meilleur canadien:  Guillaume Boivin

### Classements UCI
La course attribue des points au Classement mondial UCI 2023 selon le barème suivant :
| Position           | 1er | 2e  | 3e  | 4e  | 5e  | 6e  | 7e  | 8e  | 9e  | 10e | 11e | 12e | 13e | 14e | 15e | 16e à 20e | 21e à 30e | 31e à 50e | 51e à 55e | 56e à 60e |
| Classement général | 500 | 400 | 325 | 275 | 225 | 175 | 150 | 125 | 100 | 85  | 70  | 60  | 50  | 40  | 35  | 30        | 20        | 10        | 5         | 3         |

## Liste des participants
| AG2R Citroën Team ACT | AG2R Citroën Team ACT        | AG2R Citroën Team ACT |
| --------------------- | ---------------------------- | --------------------- |
| Num                   | Coureur                      | Pos                   |
| 1                     | Benoît Cosnefroy (FRA)       | 54e                   |
| 2                     | Stan Dewulf (BEL)            | 85e                   |
| 3                     | Ben O'Connor (AUS)           | 87e                   |
| 4                     | Aurélien Paret-Peintre (FRA) | 88e                   |
| 5                     | Valentin Retailleau (FRA)    | 133e                  |
| 6                     | Michael Schär (SUI)          | 131e                  |
| 7                     | Greg Van Avermaet (BEL)      | 36e                   |

| UAE Team Emirates UAD | UAE Team Emirates UAD      | UAE Team Emirates UAD |
| --------------------- | -------------------------- | --------------------- |
| Num                   | Coureur                    | Pos                   |
| 11                    | Adam Yates (GBR)           | 17e                   |
| 12                    | Marc Hirschi (SUI) (route) | 8e                    |
| 13                    | Rafał Majka (POL)          | 73e                   |
| 14                    | Brandon McNulty (USA)      | 47e                   |
| 15                    | Ivo Oliveira (POR) (route) | 134e                  |
| 16                    | Diego Ulissi (ITA)         | 18e                   |
| 17                    | Tim Wellens (BEL)          | 35e                   |

| Jumbo-Visma TJV | Jumbo-Visma TJV          | Jumbo-Visma TJV |
| --------------- | ------------------------ | --------------- |
| Num             | Coureur                  | Pos             |
| 21              | Christophe Laporte (FRA) | 6e              |
| 22              | Tiesj Benoot (BEL)       | 46e             |
| 23              | Sam Oomen (NED)          | 55e             |
| 24              | Rohan Dennis (AUS)       | NP              |
| 25              | Tosh Van der Sande (BEL) | 86e             |
| 26              | Tim van Dijke (NED)      | 71e             |
| 27              | Mick van Dijke (NED)     | 103e            |

| Ineos Grenadiers IGD | Ineos Grenadiers IGD     | Ineos Grenadiers IGD |
| -------------------- | ------------------------ | -------------------- |
| Num                  | Coureur                  | Pos                  |
| 31                   | Michał Kwiatkowski (POL) | 72e                  |
| 32                   | Ethan Hayter (GBR)       | 33e                  |
| 33                   | Luke Plapp (AUS) (route) | 70e                  |
| 34                   | Salvatore Puccio (ITA)   | 106e                 |
| 35                   | Daniel Martínez (COL)    | 45e                  |
| 36                   | Pavel Sivakov (FRA)      | 53e                  |
| 37                   | Ben Swift (GBR)          | 104e                 |

| Lidl-Trek LTK | Lidl-Trek LTK                   | Lidl-Trek LTK |
| ------------- | ------------------------------- | ------------- |
| Num           | Coureur                         | Pos           |
| 41            | Mattias Skjelmose (DEN) (route) | 10e           |
| 42            | Filippo Baroncini (ITA)         | 94e           |
| 43            | Tony Gallopin (FRA)             | 82e           |
| 44            | Emīls Liepiņš (LAT) (route)     | 125e          |
| 45            | Asbjørn Hellemose (DEN)         | 118e          |
| 46            | Toms Skujiņš (LAT)              | 28e           |
| 47            | Mathias Vacek (CZE) (route)     | 130e          |

| Soudal Quick-Step SOQ | Soudal Quick-Step SOQ    | Soudal Quick-Step SOQ |
| --------------------- | ------------------------ | --------------------- |
| Num                   | Coureur                  | Pos                   |
| 51                    | Julian Alaphilippe (FRA) | 9e                    |
| 52                    | Jannik Steimle (GER)     | AB                    |
| 53                    | Dries Devenyns (BEL)     | 136e                  |
| 54                    | Fausto Masnada (ITA)     | 44e                   |
| 55                    | Mauro Schmid (SUI)       | 75e                   |
| 56                    | Ilan Van Wilder (BEL)    | 113e                  |
| 57                    | Mauri Vansevenant (BEL)  | AB                    |

| Bahrain Victorious TBV | Bahrain Victorious TBV  | Bahrain Victorious TBV |
| ---------------------- | ----------------------- | ---------------------- |
| Num                    | Coureur                 | Pos                    |
| 61                     | Matej Mohorič (SLO)     | 5e                     |
| 62                     | Jack Haig (AUS)         | 48e                    |
| 63                     | Pello Bilbao (ESP)      | 80e                    |
| 64                     | Nicolò Buratti (ITA)    | 99e                    |
| 65                     | Filip Maciejuk (POL)    | 95e                    |
| 66                     | Fran Miholjević (CRO)   | AB                     |
| 67                     | Edoardo Zambanini (ITA) | 127e                   |

| Groupama-FDJ GFC | Groupama-FDJ GFC               | Groupama-FDJ GFC |
| ---------------- | ------------------------------ | ---------------- |
| Num              | Coureur                        | Pos              |
| 71               | Valentin Madouas (FRA) (route) | 32e              |
| 72               | Kevin Geniets (LUX)            | 89e              |
| 73               | Matthieu Ladagnous (FRA)       | 102e             |
| 74               | Reuben Thompson (NZL)          | 61e              |
| 75               | Quentin Pacher (FRA)           | 26e              |
| 76               | Jake Stewart (GBR)             | AB               |
| 77               | Lars van den Berg (NED)        | 90e              |

| Alpecin-Deceuninck ADC | Alpecin-Deceuninck ADC  | Alpecin-Deceuninck ADC |
| ---------------------- | ----------------------- | ---------------------- |
| Num                    | Coureur                 | Pos                    |
| 81                     | Quinten Hermans (BEL)   | 13e                    |
| 82                     | Nicola Conci (ITA)      | 37e                    |
| 83                     | Michael Gogl (AUT)      | 34e                    |
| 84                     | Xandro Meurisse (BEL)   | 98e                    |
| 85                     | Stefano Oldani (ITA)    | 22e                    |
| 86                     | Oscar Riesebeek (NED)   | 114e                   |
| 87                     | Kristian Sbaragli (ITA) | 15e                    |

| Bora-Hansgrohe BOH | Bora-Hansgrohe BOH     | Bora-Hansgrohe BOH |
| ------------------ | ---------------------- | ------------------ |
| Num                | Coureur                | Pos                |
| 91                 | Jai Hindley (AUS)      | 62e                |
| 92                 | Giovanni Aleotti (ITA) | 27e                |
| 93                 | Cesare Benedetti (POL) | 107e               |
| 94                 | Matteo Fabbro (ITA)    | 74e                |
| 95                 | Patrick Gamper (AUT)   | 126e               |
| 96                 | Bob Jungels (LUX)      | AB                 |
| 97                 | Frederik Wandahl (DEN) | 40e                |

| EF Education-EasyPost EFE | EF Education-EasyPost EFE    | EF Education-EasyPost EFE |
| ------------------------- | ---------------------------- | ------------------------- |
| Num                       | Coureur                      | Pos                       |
| 101                       | Alberto Bettiol (ITA)        | AB                        |
| 102                       | Esteban Chaves (COL) (route) | 63e                       |
| 103                       | Magnus Cort Nielsen (DEN)    | 115e                      |
| 104                       | Ben Healy (IRL) (route)      | 84e                       |
| 105                       | Mikkel Honoré (DEN)          | 31e                       |
| 106                       | Neilson Powless (USA)        | 20e                       |
| 107                       | Owain Doull (GBR)            | 25e                       |

| Cofidis COF | Cofidis COF               | Cofidis COF |
| ----------- | ------------------------- | ----------- |
| Num         | Coureur                   | Pos         |
| 111         | Guillaume Martin (FRA)    | 29e         |
| 112         | Eddy Finé (FRA)           | 30e         |
| 113         | Ion Izagirre (ESP)        | 65e         |
| 114         | Victor Lafay (FRA)        | 12e         |
| 115         | Pierre-Luc Périchon (FRA) | 132e        |
| 116         | Harrison Wood (GBR)       | 97e         |
| 117         | Axel Zingle (FRA)         | 11e         |

| Team Jayco AlUla JAY | Team Jayco AlUla JAY          | Team Jayco AlUla JAY |
| -------------------- | ----------------------------- | -------------------- |
| Num                  | Coureur                       | Pos                  |
| 121                  | Michael Matthews (AUS)        | 3e                   |
| 122                  | Alexandre Balmer (SUI)        | 64e                  |
| 123                  | Lawson Craddock (USA)         | 83e                  |
| 124                  | Lucas Hamilton (AUS)          | 68e                  |
| 125                  | Chris Harper (AUS)            | 57e                  |
| 126                  | Christopher Juul Jensen (DEN) | 124e                 |
| 127                  | Simon Yates (GBR)             | 56e                  |

| Movistar Team MOV | Movistar Team MOV        | Movistar Team MOV |
| ----------------- | ------------------------ | ----------------- |
| Num               | Coureur                  | Pos               |
| 131               | Matteo Jorgenson (USA)   | 42e               |
| 132               | Alex Aranburu (ESP)      | 4e                |
| 133               | William Barta (USA)      | 91e               |
| 134               | Gorka Izagirre (ESP)     | 58e               |
| 135               | Johan Jacobs (SUI)       | 101e              |
| 136               | Iván Romeo (ESP)         | AB                |
| 137               | José Joaquín Rojas (ESP) | 96e               |

| Intermarché-Circus-Wanty ICW | Intermarché-Circus-Wanty ICW | Intermarché-Circus-Wanty ICW |
| ---------------------------- | ---------------------------- | ---------------------------- |
| Num                          | Coureur                      | Pos                          |
| 141                          | Biniam Girmay (ERI)          | 38e                          |
| 142                          | Dries De Pooter (BEL)        | 77e                          |
| 143                          | Tom Paquot (BEL)             | 128e                         |
| 144                          | Lorenzo Rota (ITA)           | 51e                          |
| 145                          | Dion Smith (NZL)             | 39e                          |
| 146                          | Mike Teunissen (NED)         | 14e                          |
| 147                          | Loïc Vliegen (BEL)           | AB                           |

| Team DSM-Firmenich DSM | Team DSM-Firmenich DSM        | Team DSM-Firmenich DSM |
| ---------------------- | ----------------------------- | ---------------------- |
| Num                    | Coureur                       | Pos                    |
| 151                    | Matthew Dinham (AUS)          | 69e                    |
| 152                    | Marco Brenner (GER)           | 109e                   |
| 153                    | Andreas Leknessund (NOR)      | 122e                   |
| 154                    | Marius Mayrhofer (GER)        | AB                     |
| 155                    | Florian Stork (GER)           | 108e                   |
| 156                    | Jonas Iversby Hvideberg (NOR) | AB                     |
| 157                    | Kevin Vermaerke (USA)         | 21e                    |

| Arkéa-Samsic ARK | Arkéa-Samsic ARK          | Arkéa-Samsic ARK |
| ---------------- | ------------------------- | ---------------- |
| Num              | Coureur                   | Pos              |
| 161              | Warren Barguil (FRA)      | 24e              |
| 162              | Laurent Pichon (FRA)      | 79e              |
| 163              | Clément Champoussin (FRA) | 19e              |
| 164              | Anthony Delaplace (FRA)   | 43e              |
| 165              | Thibault Guernalec (FRA)  | AB               |
| 166              | Simon Guglielmi (FRA)     | AB               |
| 167              | Matîs Louvel (FRA)        | 16e              |

| Astana Qazaqstan Team AST | Astana Qazaqstan Team AST    | Astana Qazaqstan Team AST |
| ------------------------- | ---------------------------- | ------------------------- |
| Num                       | Coureur                      | Pos                       |
| 171                       | Simone Velasco (ITA) (route) | 23e                       |
| 172                       | Leonardo Basso (ITA)         | 76e                       |
| 173                       | Manuele Boaro (ITA)          | AB                        |
| 174                       | Gianmarco Garofoli (ITA)     | 137e                      |
| 175                       | Antonio Nibali (ITA)         | AB                        |
| 177                       | Martin Laas (EST)            | AB                        |

| Lotto Dstny LTD | Lotto Dstny LTD          | Lotto Dstny LTD |
| --------------- | ------------------------ | --------------- |
| Num             | Coureur                  | Pos             |
| 181             | Arnaud De Lie (BEL)      | 1er             |
| 182             | Pascal Eenkhoorn (NED)   | 81e             |
| 183             | Arjen Livyns (BEL)       | 110e            |
| 184             | Mathijs Paasschens (NED) | 111e            |
| 185             | Harry Sweeny (AUS)       | 129e            |
| 186             | Maxim Van Gils (BEL)     | 52e             |
| 187             | Florian Vermeersch (BEL) | 59e             |

| Israel-Premier Tech IPT | Israel-Premier Tech IPT | Israel-Premier Tech IPT |
| ----------------------- | ----------------------- | ----------------------- |
| Num                     | Coureur                 | Pos                     |
| 191                     | Hugo Houle (CAN)        | 50e                     |
| 192                     | Guillaume Boivin (CAN)  | 41e                     |
| 193                     | Derek Gee (CAN)         | 105e                    |
| 194                     | Simon Clarke (AUS)      | AB                      |
| 195                     | Daryl Impey (RSA)       | AB                      |
| 196                     | Corbin Strong (NZL)     | 2e                      |
| 197                     | Michael Woods (CAN)     | 49e                     |

| Tudor Pro Cycling Team TUD | Tudor Pro Cycling Team TUD   | Tudor Pro Cycling Team TUD |
| -------------------------- | ---------------------------- | -------------------------- |
| Num                        | Coureur                      | Pos                        |
| 201                        | Alexander Kamp (DEN)         | 7e                         |
| 202                        | Nils Brun (SUI)              | AB                         |
| 203                        | Jacob Eriksson (SWE)         | 120e                       |
| 204                        | Lucas Eriksson (SWE) (route) | 112e                       |
| 205                        | Arthur Kluckers (LUX)        | 123e                       |
| 206                        | Yannis Voisard (SUI)         | 78e                        |
| 207                        | Luc Wirtgen (LUX)            | 60e                        |

| Team Novo Nordisk TNN | Team Novo Nordisk TNN | Team Novo Nordisk TNN |
| --------------------- | --------------------- | --------------------- |
| Num                   | Coureur               | Pos                   |
| 211                   | Matyáš Kopecký (CZE)  | 100e                  |
| 212                   | Sam Brand (GBR)       | 116e                  |
| 213                   | Hamish Beadle (NZL)   | AB                    |
| 214                   | Péter Kusztor (HUN)   | 67e                   |
| 215                   | David Lozano (ESP)    | AB                    |
| 216                   | Andrea Peron (ITA)    | 117e                  |
| 217                   | Filippo Ridolfo (ITA) | 121e                  |

| Canada CAN | Canada CAN      | Canada CAN |
| ---------- | --------------- | ---------- |
| Num        | Coureur         | Pos        |
| 221        | Pier-André Côté | 66e        |
| 222        | Quentin Cowan   | 92e        |
| 223        | Matisse Julien  | 119e       |
| 224        | Nicolas Rivard  | 93e        |
| 225        | Félix Hamel     | AB         |
| 226        | Robin Plamondon | AB         |
| 227        | Benjamin Perry  | 135e       |

| AG2R Citroën Team ACT | AG2R Citroën Team ACT        | AG2R Citroën Team ACT |
| --------------------- | ---------------------------- | --------------------- |
| Num                   | Coureur                      | Pos                   |
| 1                     | Benoît Cosnefroy (FRA)       | 54e                   |
| 2                     | Stan Dewulf (BEL)            | 85e                   |
| 3                     | Ben O'Connor (AUS)           | 87e                   |
| 4                     | Aurélien Paret-Peintre (FRA) | 88e                   |
| 5                     | Valentin Retailleau (FRA)    | 133e                  |
| 6                     | Michael Schär (SUI)          | 131e                  |
| 7                     | Greg Van Avermaet (BEL)      | 36e                   |

| UAE Team Emirates UAD | UAE Team Emirates UAD      | UAE Team Emirates UAD |
| --------------------- | -------------------------- | --------------------- |
| Num                   | Coureur                    | Pos                   |
| 11                    | Adam Yates (GBR)           | 17e                   |
| 12                    | Marc Hirschi (SUI) (route) | 8e                    |
| 13                    | Rafał Majka (POL)          | 73e                   |
| 14                    | Brandon McNulty (USA)      | 47e                   |
| 15                    | Ivo Oliveira (POR) (route) | 134e                  |
| 16                    | Diego Ulissi (ITA)         | 18e                   |
| 17                    | Tim Wellens (BEL)          | 35e                   |

| Jumbo-Visma TJV | Jumbo-Visma TJV          | Jumbo-Visma TJV |
| --------------- | ------------------------ | --------------- |
| Num             | Coureur                  | Pos             |
| 21              | Christophe Laporte (FRA) | 6e              |
| 22              | Tiesj Benoot (BEL)       | 46e             |
| 23              | Sam Oomen (NED)          | 55e             |
| 24              | Rohan Dennis (AUS)       | NP              |
| 25              | Tosh Van der Sande (BEL) | 86e             |
| 26              | Tim van Dijke (NED)      | 71e             |
| 27              | Mick van Dijke (NED)     | 103e            |

| Ineos Grenadiers IGD | Ineos Grenadiers IGD     | Ineos Grenadiers IGD |
| -------------------- | ------------------------ | -------------------- |
| Num                  | Coureur                  | Pos                  |
| 31                   | Michał Kwiatkowski (POL) | 72e                  |
| 32                   | Ethan Hayter (GBR)       | 33e                  |
| 33                   | Luke Plapp (AUS) (route) | 70e                  |
| 34                   | Salvatore Puccio (ITA)   | 106e                 |
| 35                   | Daniel Martínez (COL)    | 45e                  |
| 36                   | Pavel Sivakov (FRA)      | 53e                  |
| 37                   | Ben Swift (GBR)          | 104e                 |

| Lidl-Trek LTK | Lidl-Trek LTK                   | Lidl-Trek LTK |
| ------------- | ------------------------------- | ------------- |
| Num           | Coureur                         | Pos           |
| 41            | Mattias Skjelmose (DEN) (route) | 10e           |
| 42            | Filippo Baroncini (ITA)         | 94e           |
| 43            | Tony Gallopin (FRA)             | 82e           |
| 44            | Emīls Liepiņš (LAT) (route)     | 125e          |
| 45            | Asbjørn Hellemose (DEN)         | 118e          |
| 46            | Toms Skujiņš (LAT)              | 28e           |
| 47            | Mathias Vacek (CZE) (route)     | 130e          |

| Soudal Quick-Step SOQ | Soudal Quick-Step SOQ    | Soudal Quick-Step SOQ |
| --------------------- | ------------------------ | --------------------- |
| Num                   | Coureur                  | Pos                   |
| 51                    | Julian Alaphilippe (FRA) | 9e                    |
| 52                    | Jannik Steimle (GER)     | AB                    |
| 53                    | Dries Devenyns (BEL)     | 136e                  |
| 54                    | Fausto Masnada (ITA)     | 44e                   |
| 55                    | Mauro Schmid (SUI)       | 75e                   |
| 56                    | Ilan Van Wilder (BEL)    | 113e                  |
| 57                    | Mauri Vansevenant (BEL)  | AB                    |

| Bahrain Victorious TBV | Bahrain Victorious TBV  | Bahrain Victorious TBV |
| ---------------------- | ----------------------- | ---------------------- |
| Num                    | Coureur                 | Pos                    |
| 61                     | Matej Mohorič (SLO)     | 5e                     |
| 62                     | Jack Haig (AUS)         | 48e                    |
| 63                     | Pello Bilbao (ESP)      | 80e                    |
| 64                     | Nicolò Buratti (ITA)    | 99e                    |
| 65                     | Filip Maciejuk (POL)    | 95e                    |
| 66                     | Fran Miholjević (CRO)   | AB                     |
| 67                     | Edoardo Zambanini (ITA) | 127e                   |

| Groupama-FDJ GFC | Groupama-FDJ GFC               | Groupama-FDJ GFC |
| ---------------- | ------------------------------ | ---------------- |
| Num              | Coureur                        | Pos              |
| 71               | Valentin Madouas (FRA) (route) | 32e              |
| 72               | Kevin Geniets (LUX)            | 89e              |
| 73               | Matthieu Ladagnous (FRA)       | 102e             |
| 74               | Reuben Thompson (NZL)          | 61e              |
| 75               | Quentin Pacher (FRA)           | 26e              |
| 76               | Jake Stewart (GBR)             | AB               |
| 77               | Lars van den Berg (NED)        | 90e              |

| Alpecin-Deceuninck ADC | Alpecin-Deceuninck ADC  | Alpecin-Deceuninck ADC |
| ---------------------- | ----------------------- | ---------------------- |
| Num                    | Coureur                 | Pos                    |
| 81                     | Quinten Hermans (BEL)   | 13e                    |
| 82                     | Nicola Conci (ITA)      | 37e                    |
| 83                     | Michael Gogl (AUT)      | 34e                    |
| 84                     | Xandro Meurisse (BEL)   | 98e                    |
| 85                     | Stefano Oldani (ITA)    | 22e                    |
| 86                     | Oscar Riesebeek (NED)   | 114e                   |
| 87                     | Kristian Sbaragli (ITA) | 15e                    |

| Bora-Hansgrohe BOH | Bora-Hansgrohe BOH     | Bora-Hansgrohe BOH |
| ------------------ | ---------------------- | ------------------ |
| Num                | Coureur                | Pos                |
| 91                 | Jai Hindley (AUS)      | 62e                |
| 92                 | Giovanni Aleotti (ITA) | 27e                |
| 93                 | Cesare Benedetti (POL) | 107e               |
| 94                 | Matteo Fabbro (ITA)    | 74e                |
| 95                 | Patrick Gamper (AUT)   | 126e               |
| 96                 | Bob Jungels (LUX)      | AB                 |
| 97                 | Frederik Wandahl (DEN) | 40e                |

| EF Education-EasyPost EFE | EF Education-EasyPost EFE    | EF Education-EasyPost EFE |
| ------------------------- | ---------------------------- | ------------------------- |
| Num                       | Coureur                      | Pos                       |
| 101                       | Alberto Bettiol (ITA)        | AB                        |
| 102                       | Esteban Chaves (COL) (route) | 63e                       |
| 103                       | Magnus Cort Nielsen (DEN)    | 115e                      |
| 104                       | Ben Healy (IRL) (route)      | 84e                       |
| 105                       | Mikkel Honoré (DEN)          | 31e                       |
| 106                       | Neilson Powless (USA)        | 20e                       |
| 107                       | Owain Doull (GBR)            | 25e                       |

| Cofidis COF | Cofidis COF               | Cofidis COF |
| ----------- | ------------------------- | ----------- |
| Num         | Coureur                   | Pos         |
| 111         | Guillaume Martin (FRA)    | 29e         |
| 112         | Eddy Finé (FRA)           | 30e         |
| 113         | Ion Izagirre (ESP)        | 65e         |
| 114         | Victor Lafay (FRA)        | 12e         |
| 115         | Pierre-Luc Périchon (FRA) | 132e        |
| 116         | Harrison Wood (GBR)       | 97e         |
| 117         | Axel Zingle (FRA)         | 11e         |

| Team Jayco AlUla JAY | Team Jayco AlUla JAY          | Team Jayco AlUla JAY |
| -------------------- | ----------------------------- | -------------------- |
| Num                  | Coureur                       | Pos                  |
| 121                  | Michael Matthews (AUS)        | 3e                   |
| 122                  | Alexandre Balmer (SUI)        | 64e                  |
| 123                  | Lawson Craddock (USA)         | 83e                  |
| 124                  | Lucas Hamilton (AUS)          | 68e                  |
| 125                  | Chris Harper (AUS)            | 57e                  |
| 126                  | Christopher Juul Jensen (DEN) | 124e                 |
| 127                  | Simon Yates (GBR)             | 56e                  |

| Movistar Team MOV | Movistar Team MOV        | Movistar Team MOV |
| ----------------- | ------------------------ | ----------------- |
| Num               | Coureur                  | Pos               |
| 131               | Matteo Jorgenson (USA)   | 42e               |
| 132               | Alex Aranburu (ESP)      | 4e                |
| 133               | William Barta (USA)      | 91e               |
| 134               | Gorka Izagirre (ESP)     | 58e               |
| 135               | Johan Jacobs (SUI)       | 101e              |
| 136               | Iván Romeo (ESP)         | AB                |
| 137               | José Joaquín Rojas (ESP) | 96e               |

| Intermarché-Circus-Wanty ICW | Intermarché-Circus-Wanty ICW | Intermarché-Circus-Wanty ICW |
| ---------------------------- | ---------------------------- | ---------------------------- |
| Num                          | Coureur                      | Pos                          |
| 141                          | Biniam Girmay (ERI)          | 38e                          |
| 142                          | Dries De Pooter (BEL)        | 77e                          |
| 143                          | Tom Paquot (BEL)             | 128e                         |
| 144                          | Lorenzo Rota (ITA)           | 51e                          |
| 145                          | Dion Smith (NZL)             | 39e                          |
| 146                          | Mike Teunissen (NED)         | 14e                          |
| 147                          | Loïc Vliegen (BEL)           | AB                           |

| Team DSM-Firmenich DSM | Team DSM-Firmenich DSM        | Team DSM-Firmenich DSM |
| ---------------------- | ----------------------------- | ---------------------- |
| Num                    | Coureur                       | Pos                    |
| 151                    | Matthew Dinham (AUS)          | 69e                    |
| 152                    | Marco Brenner (GER)           | 109e                   |
| 153                    | Andreas Leknessund (NOR)      | 122e                   |
| 154                    | Marius Mayrhofer (GER)        | AB                     |
| 155                    | Florian Stork (GER)           | 108e                   |
| 156                    | Jonas Iversby Hvideberg (NOR) | AB                     |
| 157                    | Kevin Vermaerke (USA)         | 21e                    |

| Arkéa-Samsic ARK | Arkéa-Samsic ARK          | Arkéa-Samsic ARK |
| ---------------- | ------------------------- | ---------------- |
| Num              | Coureur                   | Pos              |
| 161              | Warren Barguil (FRA)      | 24e              |
| 162              | Laurent Pichon (FRA)      | 79e              |
| 163              | Clément Champoussin (FRA) | 19e              |
| 164              | Anthony Delaplace (FRA)   | 43e              |
| 165              | Thibault Guernalec (FRA)  | AB               |
| 166              | Simon Guglielmi (FRA)     | AB               |
| 167              | Matîs Louvel (FRA)        | 16e              |

| Astana Qazaqstan Team AST | Astana Qazaqstan Team AST    | Astana Qazaqstan Team AST |
| ------------------------- | ---------------------------- | ------------------------- |
| Num                       | Coureur                      | Pos                       |
| 171                       | Simone Velasco (ITA) (route) | 23e                       |
| 172                       | Leonardo Basso (ITA)         | 76e                       |
| 173                       | Manuele Boaro (ITA)          | AB                        |
| 174                       | Gianmarco Garofoli (ITA)     | 137e                      |
| 175                       | Antonio Nibali (ITA)         | AB                        |
| 177                       | Martin Laas (EST)            | AB                        |

| Lotto Dstny LTD | Lotto Dstny LTD          | Lotto Dstny LTD |
| --------------- | ------------------------ | --------------- |
| Num             | Coureur                  | Pos             |
| 181             | Arnaud De Lie (BEL)      | 1er             |
| 182             | Pascal Eenkhoorn (NED)   | 81e             |
| 183             | Arjen Livyns (BEL)       | 110e            |
| 184             | Mathijs Paasschens (NED) | 111e            |
| 185             | Harry Sweeny (AUS)       | 129e            |
| 186             | Maxim Van Gils (BEL)     | 52e             |
| 187             | Florian Vermeersch (BEL) | 59e             |

| Israel-Premier Tech IPT | Israel-Premier Tech IPT | Israel-Premier Tech IPT |
| ----------------------- | ----------------------- | ----------------------- |
| Num                     | Coureur                 | Pos                     |
| 191                     | Hugo Houle (CAN)        | 50e                     |
| 192                     | Guillaume Boivin (CAN)  | 41e                     |
| 193                     | Derek Gee (CAN)         | 105e                    |
| 194                     | Simon Clarke (AUS)      | AB                      |
| 195                     | Daryl Impey (RSA)       | AB                      |
| 196                     | Corbin Strong (NZL)     | 2e                      |
| 197                     | Michael Woods (CAN)     | 49e                     |

| Tudor Pro Cycling Team TUD | Tudor Pro Cycling Team TUD   | Tudor Pro Cycling Team TUD |
| -------------------------- | ---------------------------- | -------------------------- |
| Num                        | Coureur                      | Pos                        |
| 201                        | Alexander Kamp (DEN)         | 7e                         |
| 202                        | Nils Brun (SUI)              | AB                         |
| 203                        | Jacob Eriksson (SWE)         | 120e                       |
| 204                        | Lucas Eriksson (SWE) (route) | 112e                       |
| 205                        | Arthur Kluckers (LUX)        | 123e                       |
| 206                        | Yannis Voisard (SUI)         | 78e                        |
| 207                        | Luc Wirtgen (LUX)            | 60e                        |

| Team Novo Nordisk TNN | Team Novo Nordisk TNN | Team Novo Nordisk TNN |
| --------------------- | --------------------- | --------------------- |
| Num                   | Coureur               | Pos                   |
| 211                   | Matyáš Kopecký (CZE)  | 100e                  |
| 212                   | Sam Brand (GBR)       | 116e                  |
| 213                   | Hamish Beadle (NZL)   | AB                    |
| 214                   | Péter Kusztor (HUN)   | 67e                   |
| 215                   | David Lozano (ESP)    | AB                    |
| 216                   | Andrea Peron (ITA)    | 117e                  |
| 217                   | Filippo Ridolfo (ITA) | 121e                  |

| Canada CAN | Canada CAN      | Canada CAN |
| ---------- | --------------- | ---------- |
| Num        | Coureur         | Pos        |
| 221        | Pier-André Côté | 66e        |
| 222        | Quentin Cowan   | 92e        |
| 223        | Matisse Julien  | 119e       |
| 224        | Nicolas Rivard  | 93e        |
| 225        | Félix Hamel     | AB         |
| 226        | Robin Plamondon | AB         |
| 227        | Benjamin Perry  | 135e       |